# Ноокларки
Ноокларки (від термінів ноосфера та кларки — В. С. Білецький, 2001) — числа, які вказують середній вміст (в %) хімічних елементів у даному космічному тілі, в межах зони, доступної для впливу людини (в надрах у вузькому їх розумінні).
Термін ноокларки потребує конкретизації (розрахунків) стосовно окремих корисних копалин на Землі та ін. доступних для людства космічних тілах. 
Доцільність його введення визначається практичною цінністю знання кларків хімічних елементів у зоні впливу людини, де можливі гірничі роботи відповідні даному рівню розвитку техніки. Очевидно, що ноокларк має історичний характер і буде змінюватися в залежності від досягнутого рівня науки та техніки.
Знання ноокларків окремих корисних копалин дає можливість для глобальних розрахунків теоретично доступних (максимальних) видобувних запасів корисних копалин цивілізацією в певний період її розвитку на окремих космічних тілах (планетах — Землі, Марсі тощо), супутниках планет (Місяці та ін.), астероїдах.